# Llevat de

20 particions d'un conjunt de 6 elements tenen 3 singletons. N'hi ha 4 llevat de rotacions, i 3 llevat de rotacions i reflexions.

En matemàtiques, el terme llevat de indica que l'objecte gramatical és una classe d'equivalència, que hom ha de considerar com una entitat simple. Si aquest objecte és una classe de transformacions (com per exemple isomorfisme o permutació), això implica l'equivalència d'objectes, un dels quals és la imatge de l'altre per aquesta transformació.
Si X és una propietat o un procés, el terme «llevat de X» vol dir «descartant una possible diferència en X». Per exemple, l'afirmació «la factorització en nombres primers d'un enter és única "llevat d'ordenacions"», vol dir que la factorització en nombres primers és única si no tenim en compte l'ordre dels factors. O «la solució a una integral indefinida és f(x), "llevat de sumar una constant" vol dir que la constant sumada no és l'objecte d'estudi, sinó la solució f(x), i que l'addició de la constant és un objectiu secundari d'estudi. Hi ha altres exemples com ara les expressions «llevat d'isomorfisme», «llevat de permutacions» o «llevat de rotacions».
En contextos informals, els matemàtics acostumen a emprar el terme mòdul (o simplement «mod») per propòsits similars, com per exemple «mòdul un isomorfisme».

## Exemples

### Tetris

Peces de tetris I,J,L,O, S,T,Z

Un exemple senzill és «hi ha set tetròminos reflectors, llevat de rotacions», que fa referència als set possibles arranjaments de tetrominòs (col·leccions de quatre quadrats unitaris connectats per almenys un costat), i que hom acostuma a relacionar amb les set peces del joc Tetris (I, L, J, O, S, T i Z). També es podria escriure que «hi ha cinc tetrominòs, llevat de reflexions i rotacions», per ressaltar que es pot pensar que L i J són la mateixa peça, reflectida, així com S i Z. El joc de Tetris no permet reflexions, i per això la primera afirmació sembla més natural.
No hi ha una notació formal per al comptatge exhaustiu. Tot i això, és normal veure «hi ha set tetròminos reflectants (=19 en total) llevat de rotacions»". En aquest sentit, Tetris dona un exemple excel·lent, perquè un lector podria comptar simplement 7 peces × 4 rotacions = 28, però hi ha algunes peces (com el quadrat 2 × 2 —–la peça O—) que tenen menys de quatre estats de rotació.

### Vuit reines

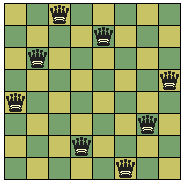
Una solució al problema de les vuit reines

En el problema de les vuit reines, si es consideren les vuit reines com a diferents, hi ha 3.709.440 solucions diferents. Tot i això, normalment es considera que les vuit reines són idèntiques, i hom acostuma a dir que "«hi ha 92 (= 3.709.440/8!) solucions úniques "llevat de" permutacions de les reines», o que «hi ha 92 solucions "mòdul" els noms de les reines», la qual cosa vol dir que dos arranjaments diferents de les reines es consideren equivalents si hi ha hagut una permutació de les reines, però ocupen les mateixes caselles de l'escaquer.
Si, a més de tractar les reines com a idèntiques, permetem rotacions i reflexions del tauler, hi hauria només 12 solucions diferents «llevat de simetria», la qual cosa vol dir que hom considera equivalents dos arranjaments que són simètrics l'un de l'altre.

### Teoria de grups
En teoria de grups, per exemple, si es té un grup G que actua sobre un conjunt X, es diu que dos elements de X són equivalents «llevat de l'acció del grup» si estan a la mateixa òrbita.
Un altre exemple típic és l'afirmació que «hi ha dos grups diferents d'ordre 4 "llevat d'isomorfisme" o "mòdul isomorfisme" hi ha dos grups d'ordre 4». Això vol dir que hi ha dues classes d'equivalència de grups d'ordre 4, si es consideren equivalents aquells grups isomorfs.

## Anàlisi no estàndard
Un nombre hiperreal x i la seva part estàndard st(x) són iguals llevat d'un infinitesimal.